# 勧善懲悪委員会
勧善懲悪委員会（かんぜんちょうあくいいんかい、アラビア語: هيئة الأمر بالمعروف والنهي عن المنكر、英語: Committee for the Promotion of Virtue and the Prevention of Vice、略称: CPVPV）は、サウジアラビアの宗教警察。別名はムタワ。

## 概要
正式名称は「徳の奨励と悪徳の禁止の委員会」となる。一般にはイスラーム社会における宗教警察を表す「ムタワ」の略称で呼ばれている。
サウジアラビアの国教であるイスラーム教ワッハーブ派の三大教義の一つである「勧善懲悪の実施」を行う機関として、長年にわたり半独立の法執行機関となっていた。役割は宗教警察の部分が大きく、同国が開放政策へと転換するまでの期間において国内の思想統制に大きな影響力を持っていた。
代表者は長年にわたりイブラーヒーム・ビン・アブドゥッラー・アル＝ガイス（إبراهيم بن عبد الله الغيث, Ibrahim Bin Abdullah Al-Ghaith）が務めていたが、2009年に解雇され、穏健派指導者へと代えられている。
ターリバーン政権下のアフガニスタンにも同様の組織として勧善懲悪省が存在する。

## 歴史
現在の名称になったのは1940年であるが、組織の発足は1927年のイフワーンの反乱にまで遡る。1912年頃、サウード家がアラビア半島に支配権を確立して現在のサウジアラビアの基礎ができた当時、宗教的な取締りの役目はイフワーンが担っていた。しかし、1926年にイフワーンがエジプトから来たメッカ巡礼団を異教徒として襲撃した事件が問題になり、襲撃事件がイラクやクウェートにまで越境して深刻な問題に発展した。
このため、イフワーンから襲撃の大義名分を奪う目的で、国王の勅令により勧善懲悪委員会の前身となるムタワが設置された。イフワーンの反乱が鎮圧され、イフワーンが実質的に壊滅してからは現代に至るまで勧善懲悪委員会が宗教警察としての役目を担っている。
元々は地域住民への生活指導などを行うボランティア組織的なものであり、懲罰といっても小さな鞭で軽く叩く程度であった。
1976年の勅令37号による権限の拡大(国王直属の総裁職の設置による内閣議席の付与と他省との独立、総裁の基盤と権限の設定、職員や参加者の人事権の付与、町村での任務権限の付与)により、勧善懲悪委員会は法執行機関として行政の手を離れて活動するようになる。
また、1979年のジーメーン・オルテイビによるメッカの大モスク占拠ごろから、中東戦争や湾岸戦争により反欧米感情が高まってムスリム同胞団が支持を増やし、サウジアラビアをワッハーブ派原理主義的社会にしようとするサフワ運動が活発になった。
これに伴い、勧善懲悪省も反西欧文化や女性差別などの活動に対し強硬な措置をとるようになっていった。具体的には、「イスラム的でない」という逮捕理由が横行し、取り締まりの過激化が進み、カーチェイスでの死亡事故、違反者の逮捕・処刑まで行うようになった。

近年では、ムハンマド・ビン・サルマーンの開放政策・娯楽産業推進政策受け影響力が低下、2016年4月には、サウジアラビア政府の決定により逮捕権が剥奪されたことでサウジアラビアの表舞台から姿を消し、社会運営の主導権は総合娯楽庁に移った形となっている。
メッカの元委員会責任者だったアフマド・カースィム・アル＝ガーミディー（أحمد قاسم الغامدي, Ahmed Qasim Al-Ghamdi）は、勧善懲悪委員会の方針と対立。男女同席の容認、音楽鑑賞の容認、バレンタインデーは禁止でないとの意見発表などを行い、今ではサウジアラビア王国における開放政策・娯楽産業推進政策を支える存在となっている。
かつて勧善懲悪委員会が取り締まっていたバレンタインデー祝賀も公的に解禁となるなど、サウジアラビア王国は大きな変化を経験。勧善懲悪委員会は既にその役目を終えた状態となっており、公式ウェブサイトも無くなった。

## 組織と活動
イスラーム宗教庁の内部委員会であり、日本の省庁でいうところの局に相当する組織である。
2022年時点で傘下組織には一般宗教犯罪部門、詐欺部門、情報犯罪部門（いわゆるネット犯罪やプライバシー侵害類）、魔術・まじない部門があり宗教系犯罪に加え一般道徳に関する問題に関与。電話相談窓口の案内などもウェブサイトに掲示していたが、現在では公式ウェブサイトは無くなり活動詳細の確認もできなくなっている。

### 魔術・まじない撲滅班
勧善懲悪委員会の組織の一つ。アラビア語では وحدة مكافحة السحر والشعوذة といい、英語では Commission anti-sorcery や Anti-Witchcraft Unit などと表現。年々増加する（黒）魔術ならびにまじない・詐欺に対応するために創設された。委員会の地域支部に班員らがおり地元で発生した案件に対処、報道陣向けに情報を提供するスポークスマンも置かれている。
組織名に含まれる السحر や الشعوذة は小説や映画に出て来るファンタジー的な魔法ではなくアラブ諸国で社会問題化している黒魔術・呪詛、除霊といった迷信行為を具体的には指す。イスラームの教えから外れている民間信仰であること、また人間が魔法などの超自然的な力を持つと主張することは詐欺・詐称や人々を惑わす行為であるとし、黒魔術・呪詛・霊感商法類を摘発。
黒魔術類の増加を受け同様の活動が他のアラブ諸国でも行われており似たようなネーミングの組織も存在するが、サウジアラビア王国の場合は勧善懲悪委員会自らが率先して行ないキャンペーン等を展開している。
オフィスでの受付に加え電話やメールによる問い合わせにも対応。黒魔術被害に遭った人々からの相談を受け呪詛具の判定作業ならびにイスラーム的手順に従ったそれらの無効化作業（فك السحر）も行う。呪詛により原因不明の病気に襲われていると疑われるケースではクルアーンの章句を唱えるなどし解除作業に当たる。
よくある業務はサウジアラビア国民や外国人居住者による黒魔術摘発、呪詛具への対応、非イスラーム的霊媒師・呪術師・詐欺師の摘発など。
サウジアラビア他アラブ諸国では黒魔術・霊感商法・詐欺が年々増えていると言われ、勧善懲悪委員会の支部一つだけでも年間数百件単位の事案を扱うなどする。魔術・まじない摘発活動や典型的呪詛手段に関する知識を高めるためのスタッフ講習会開催、啓発のための移動展示や宗教講話を通じた注意喚起も実施。黒魔術・呪詛に関して術の完遂を防いでほしい・不安に陥れられた・病気になった・一家が不幸に見舞われた・金を騙し取られたと訴える人々への対応を強化。経験豊富なエキスパート集団・手頃な宗教詐欺事件通報先として認知されている。
またできないにもかかわらず能力を主張する詐欺行為ということで財宝を探し当てることができるとして大金を騙し取った詐欺師の逮捕なども業務範囲に含まれる。
なおアラブ諸国では黒魔術に関する規定が法律に盛り込まれているなどしており、サウジアラビア王国でも最高刑として死刑が設定されている。死刑宣告が撤回された例もあるがこれまでに魔術師・詐欺師と判定された人物らが複数人死刑となっていることからしばしば国際的人権団体からの非難を受ける原因となっている。

## 過去の活動

### 過去の活動形態
サウジアラビアでは3,500人の職員と多数のボランティアによって運営され、総人数は4,000人から5,000人とも言われた。委員には王族に知事や副知事、宗教指導者まで幅広い権力者が在籍し、サウジアラビア国内において大きな影響力を持ち、イスラームにおける倫理委員会の役目を果たしていた。
勧善懲悪委員会自体は司法警察権や裁判権は持っていないため、正規の警察官と二人一組で活動。実際に逮捕を行うのは警察官だった。逮捕した相手に対する告発を行うだけで裁判そのものは裁判官が執り行うこととされたが、実質的に警察も裁判所も勧善懲悪委員会の意向に従う形だった。

### 過去の出来事
かつては大きな権限を持っていたことから、インターネットサイトの監視、犬猫をペットとして飼うことを禁止したり、酒の販売禁止と取締り、バレンタインデーを禁止して、市内の店舗からバレンタイン関連の商品を撤去させたりしていた。
2002年3月11日にメッカの女学院が火事になった際の対応が挙げられる。当時、委員会は「女子生徒たちのセーラー服が規則違反だから外に出てはならない」という理由で、燃えさかる炎の中に女子生徒たちを閉じ込め、さらに消火活動にきた消防隊に「女学院に男性は立ち入ってはならない」と言って、消火活動を妨害した。その結果、女性15人が死亡、50人が負傷する事態になった。
2005年5月には、霊媒師の女性を魔術を使用して男性を性的不能にしたとして逮捕し、殴る蹴るの暴行を加えて自供を強制、死刑判決が出された。このため欧米では、悪名高い人権侵害組織として批判されている。
あまりにも過激な活動から、近年ではサウジアラビア内部でも批判されるようになり、サウジアラビア内務省は活動を制限しようとしている。そのため、外国人が多い地域や外国人向けのショッピングモールなどでは、勧善懲悪委員会の立ち入りを制限するなどの動きも出始めている。
2008年には、逆に一般市民が勧善懲悪委員会メンバーに「集団暴行を行う」という事件まで起きている。
2008年に、聖地巡礼に来ていたレバノンの霊能力者、アリー・フサイン・スィバート (en:Ali Hussain Sibat) を魔術（彼が行っていた霊能術と衛星局Shahrazad TV放送を通じた広域への影響）を理由にメディナ市内のホテルにて逮捕・告発し、死刑判決が出された。この措置に対しては人権団体などから抗議が寄せられ、30ヶ月にもおよぶ拘留の後罪状の再判断を経て釈放された。